# 特賴恩鎮區 (北卡羅萊納州波爾克縣)
特賴恩鎮區（英語：Tryon Township）是位於美國北卡羅萊納州波爾克縣的一個鎮區。

## 地方資料
特賴恩鎮區的面積為45.07平方千米，皆為陸地。根據2020年美國人口普查的數據，當地共有人口3419人，而人口密度為每平方千米75.86人。